# Științe umaniste
Științele umaniste sunt știintele care se ocupă de educarea în spirit "uman" a persoanei.
Științele umaniste se ocupă cu studierea aspectelor filozofice, biologice, sociale, ale justiției și culturii, referitoare la societățile umane. Științele umaniste urmăresc să extindă înțelegerea existenței umane printr-o amplă abordare interdisciplinară. Aceste științe cuprind o serie largă de domenii: istorie, filozofie, sociologie, psihologie, studii  juridice, biologie evolutivă, biochimie, neuroștiințe, folcloristică și antropologie. Tot în această categorie se includ critica literară, lingvistica și etnologia.